# 小行星9886
小行星9886（9886 Aoyagi）是一颗绕太阳运转的小行星，为主小行星带小行星。该小行星于1994年11月8日发现。

## 轨道参数
小行星9886的轨道半长轴为2.4121596 UA，离心率为0.177。